# Kora ruchowa
Kora ruchowa – obszar kory mózgu odpowiedzialny za planowanie i wykonywanie ruchów dowolnych ciała. Znajduje się w płacie czołowym.
W korze ruchowej można wyróżnić trzy ściśle współpracujące regiony, różniące się od siebie budową cytoarchitektoniczną i funkcjami:
- pierwszorzędową korę ruchową
- korę przedruchową
- dodatkową korę ruchową

Dwie ostatnie określa się mianem drugorzędowej kory ruchowej.

## Pierwszorzędowa kora ruchowa

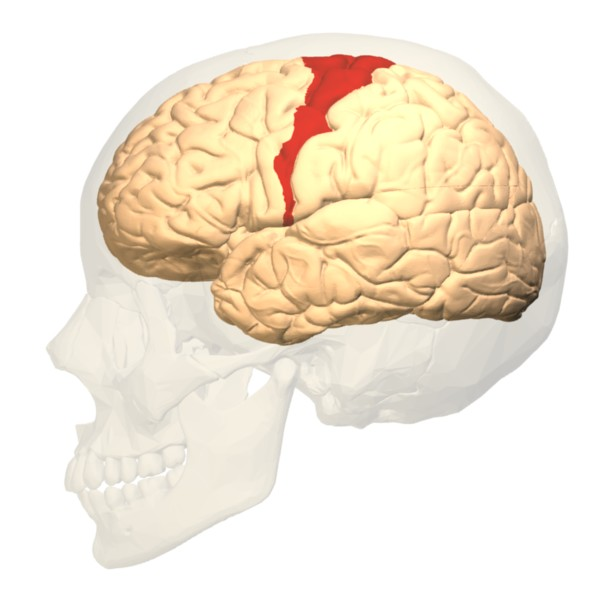
Pierwszorzędowa kora ruchowa.

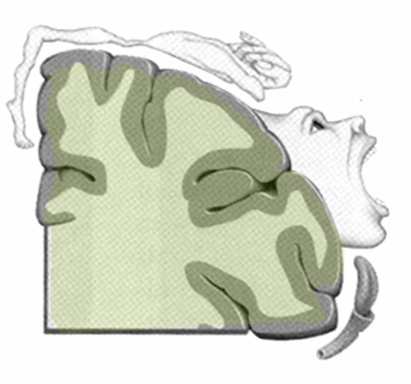
Graficzne przedstawienie ruchowej reprezentacji korowej w pierwszorzędowej korze ruchowej.

Pierwszorzędowa kora ruchowa (ang. primary motor cortex, MI) leży w zakręcie przedśrodkowym płata czołowego mózgu (w obszarze odpowiadającemu polu 4 Brodmanna). Charakteryzuje się dobrze rozwiniętą V warstwą, w której znajdują się duże neurony piramidowe zwane komórkami Betza. Ich bardzo długie aksony biegną drogami piramidowymi do ośrodków ruchu w rdzeniu kręgowym, gdzie tworzą połączenie z motoneuronami unerwiającymi mięśnie.
Pierwszorzędowa kora ruchowa jest silnie połączona z pozostałymi obszarami kory ruchowej. Otrzymuje też bogatą informację z pierwszorzędowej kory czuciowej, zlokalizowanej w zakręcie zaśrodkowym płata ciemieniowego.

### Mapa somatotopowa w korze ruchowej
Pierwszorzędowa kora ruchowa cechuje się organizacją somatotopową, tzn. jest podzielona na (częściowo zachodzące na siebie) obszary odpowiadające poszczególnym częściom ciała. Neurony zgrupowane w danym obszarze tworzą połączenie z motoneuronami unerwiającymi daną część ciała, więc pobudzenie neuronów w określonym obszarze pierwszorzędowej kory ruchowej generuje ruch części ciała odpowiadającej temu obszarowi. Częściami ciała o szczególnie dużej reprezentacji korowej są ręce, język oraz twarz, co jest związane z różnorodnością i precyzją wykonywanych przez nie ruchów.
W wyniku amputacji lub paraliżu określonej części ciała odpowiadający jej region na somatotopowej mapie ruchowej może wytworzyć połączenia z inną częścią ciała - jest to jeden z przejawów neuroplastyczności mózgu.
Według badań i danych fMRI opublikowanych w Nature, naukowcy opracowali zaktualizowaną mapę tego obszaru mózgu (mapę homunkulusa), w której wyodrębniono regiony kontrolujące całym ciałem, a nie tylko pojedynczymi częściami ciała.

## Drugorzędowa kora ruchowa

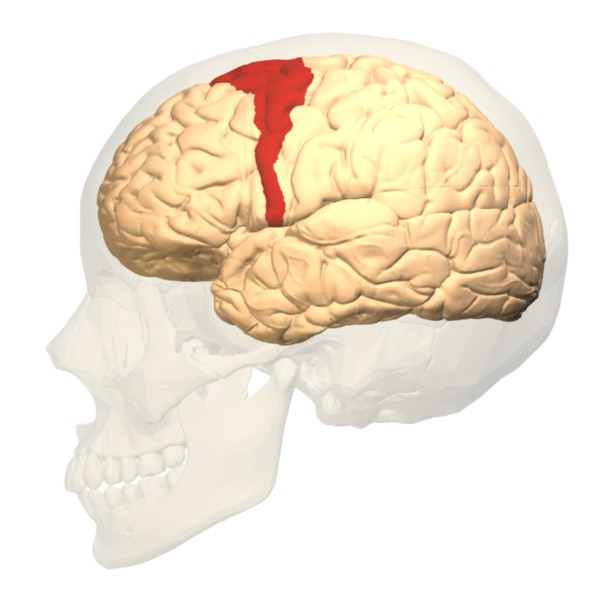
Drugorzędowa kora ruchowa.

Drugorzędowa kora ruchowa składa się z kory przedruchowej (ang. premotor area, PM) oraz dodatkowej kory ruchowej (ang. supplementary motor area, SMA). Są one zlokalizowane w płacie czołowym (w obszarze odpowiadającym polu 6 Brodmanna), bezpośrednio przy pierwszorzędowej korze ruchowej, z którą są ściśle połączone. Ponadto posiadają silne połączenia z móżdżkiem oraz jądrami podstawnymi. Podobnie jak pierwszorzędowa kora ruchowa charakteryzują się somatotopową organizacją neuronów.
Kluczową rolą obu części drugorzędowej kory ruchowej jest planowanie ruchów dowolnych, w czym ważną rolę odgrywają przekazywane do nich informacje z kory czuciowej oraz kory przedczołowej. Wykazano, że znajdujące się w drugorzędowej korze ruchowej neurony ulegają pobudzeniu na długo (do ok. 800 ms) przed zapoczątkowaniem ruchu (i przed pobudzeniem neuronów pierwszorzędowej kory ruchowej). Są również aktywne podczas samego myślenia o wykonaniu wyćwiczonego wcześniej ruchu.
Dodatkowa kora ruchowa jest silnie angażowana w wykonywanie złożonych ruchów ciała np. wymagających sekwencyjnego użycia obu dłoni a także w przyjmowanie odpowiedniej pozycji ciała podczas ruchów kończyn. Jej uszkodzenie (u małp) nie upośledza wykonywania prostych czynności ruchowych.